# Mexikanischer Drüsengänsefuß

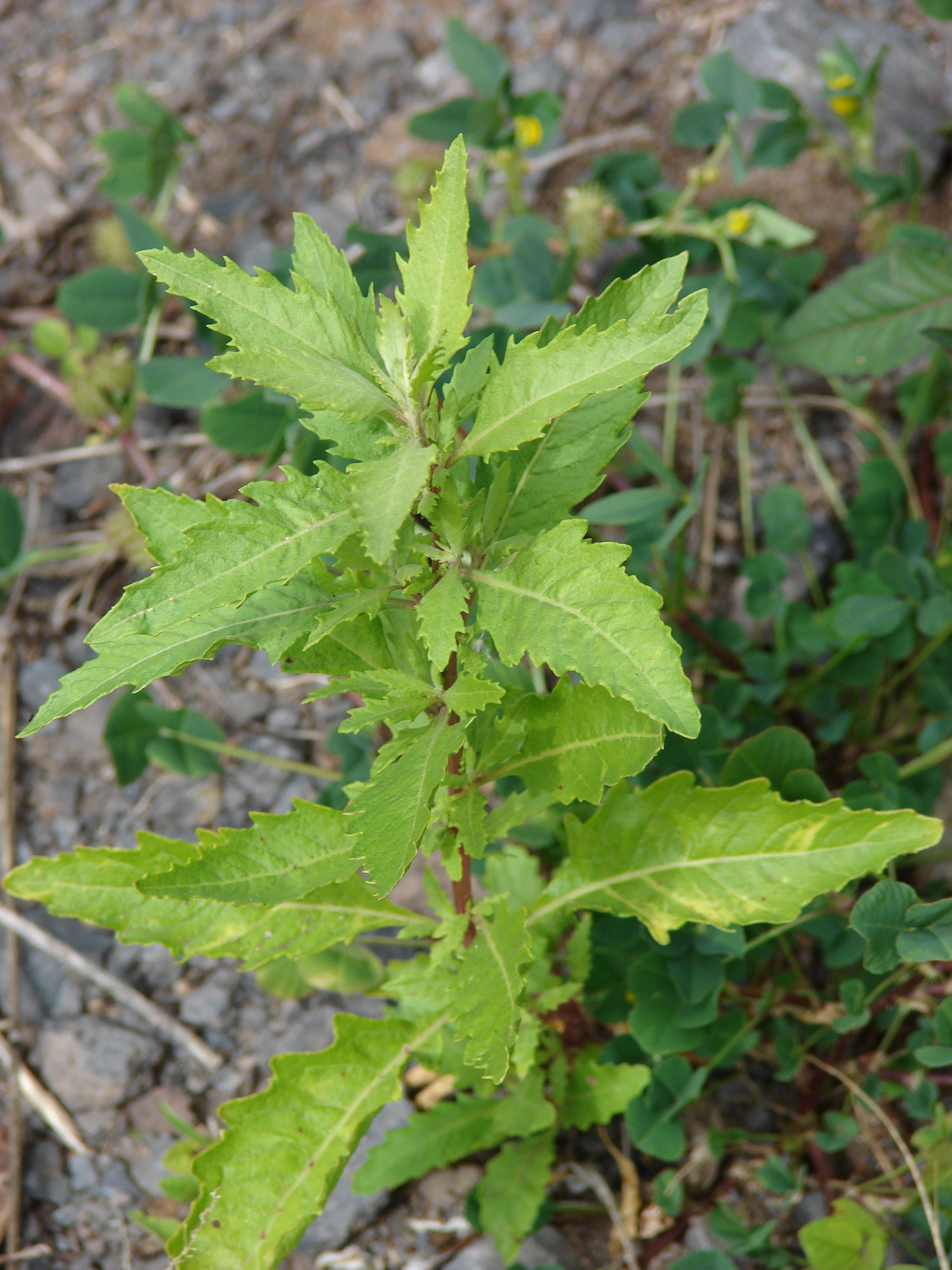
Jungpflanze

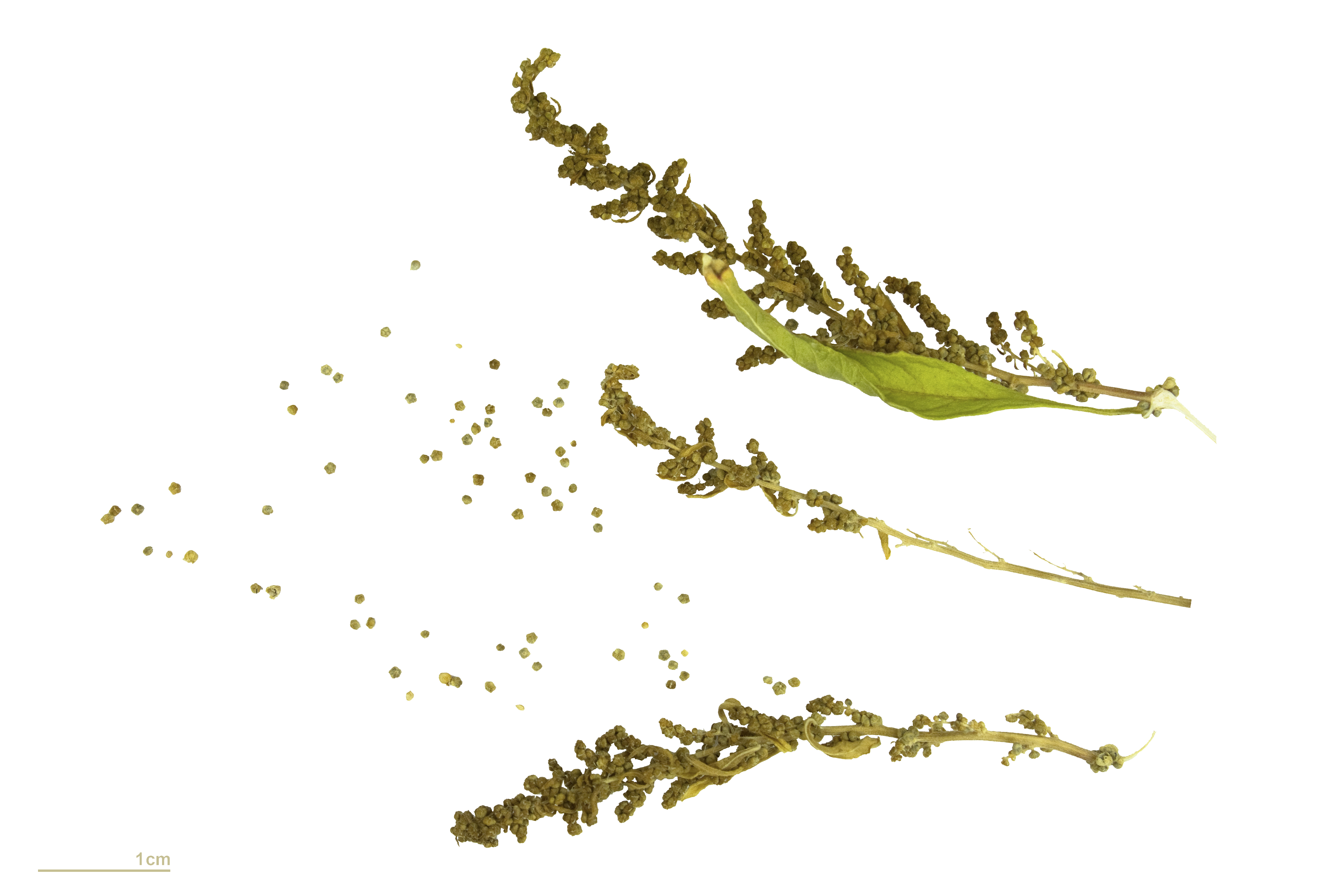
Dysphania ambrosioides

Der Mexikanische Drüsengänsefuß (Dysphania ambrosioides), auch Epazote, Wohlriechender Gänsefuß, Mexiko-Drüsengänsefuß, Mexikanischer Traubentee oder Jesuitentee genannt, ist eine Pflanzenart aus der Gattung der Drüsengänsefüße (Dysphania) innerhalb der Familie der Fuchsschwanzgewächse (Amaranthaceae). Diese intensiv riechende Pflanze dient als Heilpflanze und Gewürz.

## Beschreibung

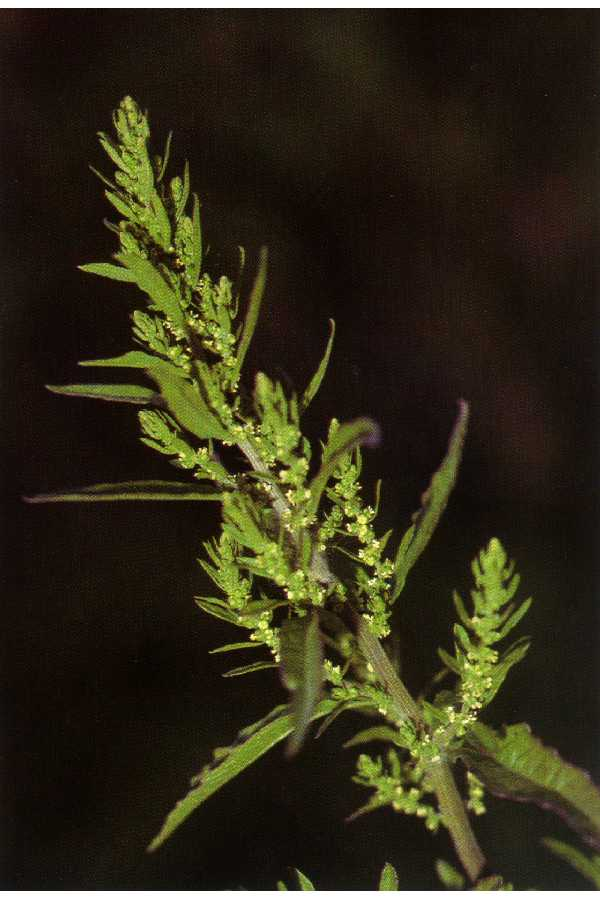
Blütenstand

### Vegetative Merkmale
Dysphania ambrosioides ist eine einjährige, manchmal auch wenige Jahre überdauernde krautige Pflanze, die mit einreihig mehrzelligen Haaren und Drüsenhaaren bedeckt ist und einen intensiven aromatischen Geruch (nach Zitronen, Bohnenkraut oder Minze) verströmt. Die aufrechten oder aufsteigenden, gestreiften Stängel sind bei Wuchshöhen von 0,3 bis 1 (selten bis zu 1,5) Meter stark verzweigt mit zarten Ästen. 
Die aromatischen Laubblätter sind meist bis zu 18 mm lang gestielt, die obersten sind oft ungestielt. Die Blattspreite weist eine Länge von meist 2 bis 8 (bis zu 15) cm und eine Breite von meist 0,5 bis 4 (bis zu 5,5) cm auf. Die Spreitenform ist eilänglich-lanzettlich bis lanzettlich mit keilförmiger Basis. Der Blattrand ist unregelmäßig gezähnt oder grob gesägt, bei den oberen Blättern oft ganzrandig. 

### Blütenstand und Blüte
Die 3 bis 7 cm langen, ährigen Blütenstände setzen sich aus sitzenden kugeligen knäueligen Teilblütenständen mit einem Durchmesser von 1,5 bis 2,3 mm zusammen; diese bestehen jeweils aus drei bis fünf Blüten in der Achsel eines laubblattähnlichen Tragblatts mit einer Länge von 0,3 bis 2,5 cm. Die Gesamtblütenstände sind mehrfach und meist reich verzweigt.
Die kleinen, gelben zwittrigen (gelegentlich weiblichen) Blüten weisen eine Blütenhülle aus (selten drei) vier bis fünf auf etwa der Hälfte ihrer Länge miteinander verwachsenen Tepalen auf. Bei einer Länge von 0,7 bis 1 mm sind sie eiförmig mit stumpfer Spitze, auf dem Rücken gerundet und drüsenhaarig. Es sind vier bis fünf Staubblätter und drei herausragende Narben vorhanden. 
Die Blütezeit reicht von Juni bis September. Die Bestäubung erfolgt in der Regel durch den Wind, ist aber auch durch Selbstbestäubung möglich.

### Frucht und Samen
Zur Fruchtzeit umgibt die Blütenhülle die Frucht. Die runzelige bis glatte Fruchtwand liegt dem Samen nicht an. Der rötlich-braune bis rötlich-schwarze, horizontale oder vertikale Same ist bei einer Höhe von 0,6 bis 1 mm und einem Durchmesser 0,4 bis 0,5 mm eiförmig mit undeutlichem Rand. Die Samenschale ist glatt oder runzelig.

### Chromosomenzahl
Die Chromosomenzahl beträgt 2n = 32. Aus der Chromosomengrundzahl der Gattung Dysphania von x = 8 ergibt sich, dass diese Art tetraploid ist. In anderen Quellen werden auch Chromosomenzahlen von 16, 36 und 48 angegeben.

### Photosyntheseweg
Der Mexikanische Drüsengänsefuß ist eine C3-Pflanze mit normaler Blattanatomie.

## Inhaltsstoffe
Die Blätter und Samen enthalten bis zu 2 % eines ätherischen Öls mit dem Hauptinhaltsstoff Ascaridol, einem Monoterpenperoxid.

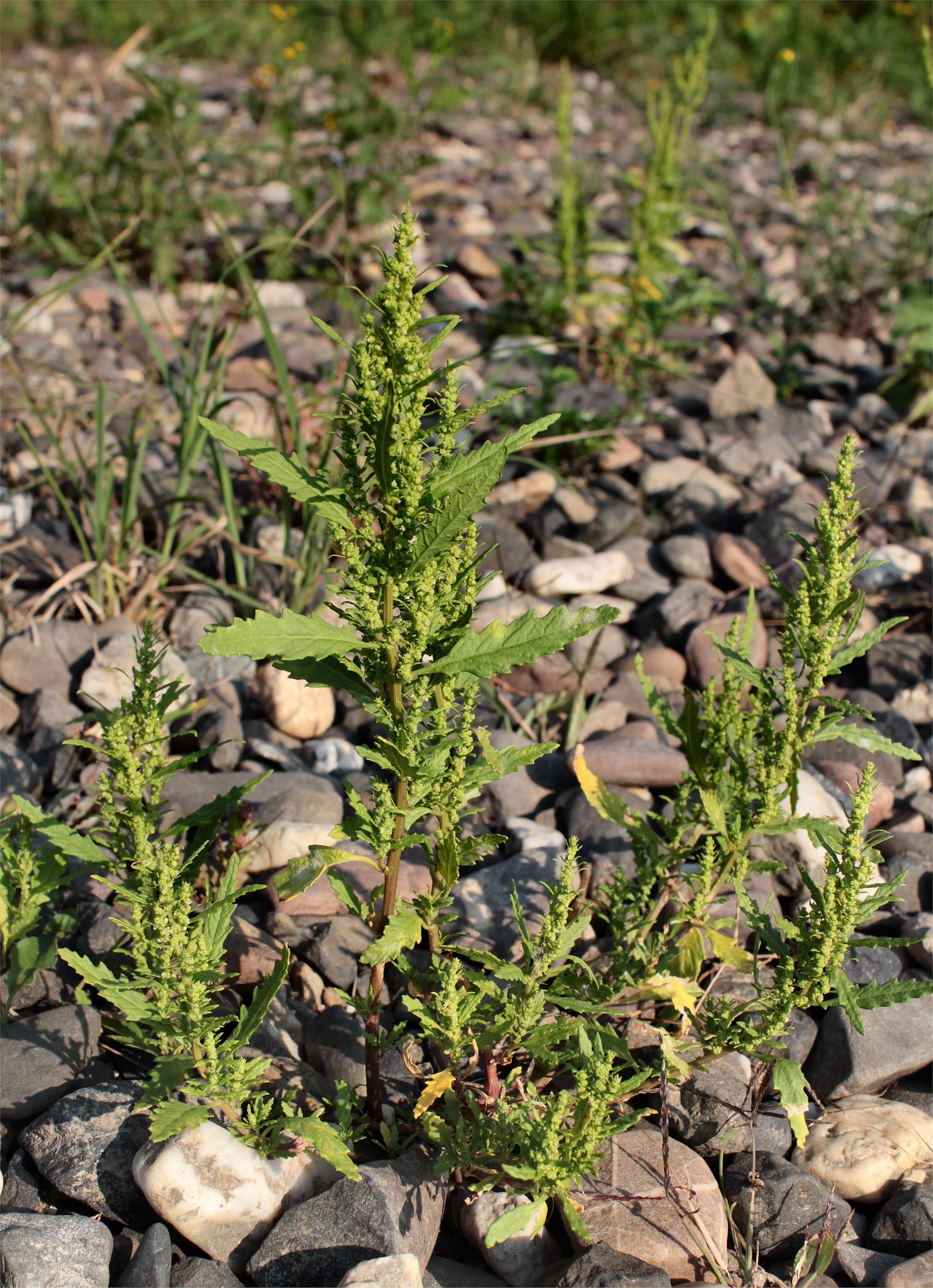
Dysphania ambrosioides Rheinufer Rhöndorf

## Ökologie
Der Mexikanische Drüsengänsefuß ist eine Nahrungspflanze für Schmetterlingsraupen: so fressen Miniersackträger der Gattung Coleophora, die Dickkopffalter Pholisora catullus und Staphylus mazans sowie die 
Eulenfalter Amyna octo und Rachiplusia ou an dieser Art.

## Vorkommen
Dysphania ambrosioides stammt aus dem tropischen und subtropischen Nord-, Mittel- und Südamerika. Die Art kommt ursprünglich vor von Virginia und Texas bis Argentinien und Chile. Sie hat sich durch Anpflanzung oder Verwilderung weltweit in warmen Gebieten angesiedelt. In Europa ist diese Art in allen warm-gemäßigten Regionen eingebürgert. Da sie nicht winterhart ist, wächst sie in Mitteleuropa nur an besonders geschützten Stellen in den Tieflagen.
In Deutschland tauchte der Mexikanische Drüsengänsefuß erstmals im 18. Jahrhundert auf. Heute wächst dieser wärmeliebende Neophyt in Mitteleuropa selten und unbeständig als Ruderalpflanze in Schuttunkrautfluren, auf Müllplätzen oder an Ufern (im System der Pflanzensoziologie: Sisymbrietea officinalis) auf sehr nährstoffreichen Sand- und Lehmböden. In Südeuropa ist er eine Charakterart des Verbands Chenopodion muralis.

## Systematik
Dysphania ambrosioides gehört innerhalb der Gattung Dysphania zur Sektion Adenois (Moq.) Mosyakin & Clemants.
Die Erstveröffentlichung dieser Art erfolgte 1753 durch Carl von Linné unter dem Namen Chenopodium ambrosioides in Species Plantarum. Sie wurde 2002 durch Sergei Mosyakin und Steven Clemants in Ukrayins'kyi botanichnyi zhurnal Band 59 Teil 4, Seite 382 in die Gattung Dysphania gestellt. Die Artbezeichnung "ambrosioides" bedeutet "der Ambrosia ähnlich, den Traubenkräutern ähnlich"; diese Bezeichnung hatte Linné von Caspar Bauhin übernommen.
Weitere Synonyme für Dysphania ambrosioides (L.) Mosyakin &  Clemants sind: Ambrina ambrosioides (L.) Spach, Atriplex ambrosioides (L.) Crantz, Blitum ambrosioides (L.) Beck, Chenopodium ambrosioides var. suffruticosum (Willd.) Graebn. und Teloxys ambrosioides (L.) W.A.Weber sowie Chenopodium integrifolium Vorosch. und Chenopodium suffruticosum Willd.. Ein oft fälschlich benutzter Name ist Chenopodium anthelminticum. 
Früher wurde auch Chenopodium ambrosioides var. anthelminticum in diese Art eingeordnet, aber nach neueren Untersuchungen wird sie als eigene Art Wurmsamen-Drüsengänsefuß (Dysphania anthelmintica (L.) Mosyakin & Clemants) geführt. 

## Trivialnamen und Etymologie
Der Mexikanische Drüsengänsefuß hat zahlreiche deutsche Namen, wie Epazote, Mexikanischer Tee, Mexikanisches Teekraut, Mexikanisches Traubenkraut, Tee-Gänsefuß, Traubenkraut, Wohlriechender Gänsefuß, Mexiko-Drüsengänsefuß, Duft-Gänsefuß, Mexikanischer Gänsefuß, Jesuitentee und Mexikanischer Traubentee sowie Eiche aus Cappadocien, Jesuiter Tee (Österreich) und Merwet (Siebenbürgen).
Das Wort epazote stammt aus dem Nahuatl und setzt sich zusammen aus epatl für Stinktier und sotl, gleichbedeutend mit Schweiß oder Schmutz. Es weist auf den intensiven Geruch des Krautes hin. In Südamerika ist auch das aus der Quechua-Sprache abgeleitete Wort Paico üblich.

## Nutzung

### Gewürz- und Teepflanze
In der mexikanischen Küche werden frische oder getrocknete Epazoteblätter besonders als blähungsminderndes Gewürz für Bohnengerichte verwendet. Epazote ist vor allem in Südmexiko gebräuchlich. Die Blätter werden als "Mexikanischer Tee" zubereitet. Rohe Blätter sollten nur in geringen Mengen verzehrt werden, da das ätherische Öl giftig wirkt. Die Pflanze kann Dermatitis und andere allergische Reaktionen hervorrufen. Auch die Samen sind gekocht essbar. Um die Saponine zu entfernen, sollten sie vor dem Kochen über Nacht in Wasser eingeweicht und gut abgespült werden.

### Heilpflanze
Der Mexikanische Drüsengänsefuß ist eine vielseitig genutzte Heilpflanze. Wegen der desinfizierenden Wirkung des Ascaridols vermindert die Zugabe von Epazoteblättern zu gekochten Bohnen die sonst leicht auftretenden Blähungen. Ein Aufguss der Blätter wird bei Verdauungsproblemen, Kolik oder Magenschmerzen angewendet (Karminativum).
Er wirkt auch gegen Husten (Antiasthmatikum). Äußerlich als Umschlag wird er bei Haemorrhoiden, Insektenstichen oder Schlangenbissen und zur Wundheilung eingesetzt. Er wirkt schmerzlindernd (Analgetikum) und gegen Pilzerkrankungen (antifungal).
Der früher zu dieser Art gezählte Wurmsamen-Drüsengänsefuß oder Wurmkraut ist besonders ascaridolreich. Seine Samen oder das daraus gewonnene ätherische Öl waren in der Volksmedizin seit Jahrhunderten als Wurmmittel gebräuchlich und auch gegen Ruhr-Amöben (Dysenterie) wirksam. Wegen der Giftigkeit sollte diese Behandlung unter ärztlicher Überwachung und nicht bei Schwangeren erfolgen.

### Weitere Nutzungen
Das ätherische Öl aus der Pflanze findet auch in Kosmetikprodukten Verwendung. Die Pflanze wirkt insektizid und wird als Repellent gegen Moskitos, als Zusatz im Dünger gegen Insektenlarven sowie gegen Läuse und Bettwanzen eingesetzt. Sie dient auch als Färbepflanze, wobei gold-grüne Farbtöne erzielt werden.